# Dolichopeza vumbicola
Dolichopeza vumbicola är en tvåvingeart som beskrevs av Alexander 1946. Dolichopeza vumbicola ingår i släktet Dolichopeza och familjen storharkrankar. Inga underarter finns listade i Catalogue of Life.